# Gréez-sur-Roc

Gréez-sur-Roc este o comună în departamentul Sarthe, Franța. În 2009 avea o populație de 390 de locuitori.